# Ritscherhochland
Koordinaten: 73° 0′ S, 9° 0′ W
Das Ritscherhochland ist eine eisbedeckte Hochfläche im Westen des von Norwegen beanspruchten Königin-Maud-Lands in der Antarktis. Die Deutsche Antarktische Expedition 1938/39 unter Kapitän Alfred Ritscher (1879–1963), Namensgeber des Hochlands, erkundete dieses Gebiet durch Luftbildfotografie (photogrammetrische Aufnahmen). Auf den norwegischen topographischen Karten des Königin-Maud-Landes wird der Name Ritscherflya verwendet.

## Lage
Das Ritscherhochland liegt westlich des Gletschers Jutulstraumen im Hinterland der Prinzessin-Martha-Küste in einer teils eisfreien Region. Aus dem Inlandeis herausragende Gebirgsmassive sind im Westen die Kraulberge (norwegisch Vestfjella), im Südwesten die Heimefrontfjella im Süden Kirwanveggen und im zentralen Teil der Ahlmannrücken und das Borgmassiv.

## Geschichte
Am 20. Januar 1939 ist das Ritscherhochland beim ersten von insgesamt sieben Bildflügen entdeckt worden. Bis dahin waren fast nur die Randgebiete im atlantischen Sektor der Antarktis durch Fahrten der Walfänger bekannt. 1952 nahm die Bundesrepublik Deutschland das mit der Entdeckung verbundene Recht zur geographischen Namensgebung in Neuschwabenland wahr. Im Antarktisvertrag vom 1. Dezember 1959 über die friedliche Nutzung der Antarktis blieben die Gebietsansprüche unberührt. Der Bouvet-Sektor wird Königin-Maud-Land genannt und die Namen Neuschwabenland, Schirmacher-Oase, Ritscherhochland, Mühlig-Hofmann-Gebirge und Wohlthatmassiv bleiben bestehen.